# Damsbo
Bei Damsbo auf der Insel Fünen haben dänische Archäologen seit 2002 auf 1,6 ha eine der dichtesten Megalithkonzentrationen Dänemarks ausgegraben. Direkt unter der Oberfläche sind in einem 80 × 200 m großen Areal 42.000 Funde gemacht worden. Die Dolmen und das Ganggrab wurden in mehreren Phasen errichtet und hatten eine Verbindung zu exquisiter Keramik. 
Nach Angabe der Archäologen hatte das Ganggrab eine nur 2,5 × 2,3 Meter große Kammer und einen Gang von etwa vier Metern Länge. Neben dem Ganggrab wurden ein Großdolmen, drei Lang- und vier Runddyssen, zwei Flachgräber und eine Siedlung mit zwei Häusern ausgegraben. 
Das kleine Ganggrab bei Damsbo wurde zur gleichen Zeit wie die ältesten Steine von Stonehenge in England aufgeführt.